# Rivaldo Coetzee
Rivaldo Roberto Genino Coetzee (ur. 16 października 1996 w Kakamas) – południowoafrykański piłkarz grający na pozycji środkowego obrońcy. Od 2017 jest zawodnikiem klubu Mamelodi Sundowns.

## Kariera klubowa
Swoją karierę piłkarską Coetzee rozpoczął w klubie Kakakamas Sundowns. Następnie rozpoczął treningi w klubie Ajax Kapsztad. W 2013 stał się członkiem pierwszego zespołu. 6 maja 2014 zadebiutował w nim w Premier Soccer League w przegranym 1:2 wyjazdowym meczu z Bloemfontein Celtic. W sezonie 2015/2016 zdobył z Ajaksem MTN 8. We wrześniu 2017 dołączył do Mamelodi Sundowns. Zadebiutował dla nich 2 grudnia 2012 w wygranym 2:1 meczu przeciwko Supersport United.
| Sezon   | Klub              | Kraj              | Rozgrywki | Mecze | Gole |
| ------- | ----------------- | ----------------- | --------- | ----- | ---- |
| 2013/14 | Ajax Kapsztad     | Południowa Afryka | PSL       | 6     | 0    |
| 2014/15 | Ajax Kapsztad     | Południowa Afryka | PSL       | 24    | 0    |
| 2015/16 | Ajax Kapsztad     | Południowa Afryka | PSL       | 27    | 0    |
| 2016/17 | Ajax Kapsztad     | Południowa Afryka | PSL       | 24    | 0    |
| 2017/18 | Ajax Kapsztad     | Południowa Afryka | PSL       | 1     | 1    |
| 2017/18 | Mamelodi Sundowns | Południowa Afryka | PSL       | 0     | 0    |
| 2018/19 | Mamelodi Sundowns | Południowa Afryka | PSL       | 12    | 0    |
| 2019/20 | Mamelodi Sundowns | Południowa Afryka | PSL       | 13    | 0    |
| 2020/21 | Mamelodi Sundowns | Południowa Afryka | PSL       | 21    | 1    |
| 2021/22 | Mamelodi Sundowns | Południowa Afryka | PSL       | 14    | 1    |
| 2022/23 | Mamelodi Sundowns | Południowa Afryka | PSL       | 3     | 0    |
| 2023/24 | Mamelodi Sundowns | Południowa Afryka | PSL       | 8     | 0    |

## Kariera reprezentacyjna
W reprezentacji Południowej Afryki Coetzee zadebiutował 11 października 2014 w wygranym 2:0 meczu kwalifikacji do Pucharu Narodów Afryki 2015 z Kongiem. W 2015 roku został powołany do kadry na Puchar Narodów Afryki 2015. Rozegrał na nim dwa mecze: z Algierią (1:3) i z Ghaną (1:2).